# 熊本県道312号中小野浦川内線
熊本県道312号中小野浦川内線（くまもとけんどう312ごう なかおのうらかわちせん）は、熊本県宇城市を通る一般県道である。

## 概要

### 路線データ
- 起点：熊本県宇城市小川町中小野（熊本県道244号下郷北新田線交点）
- 終点：熊本県宇城市松橋町浦川内（松橋町萩尾交差点、国道218号交点、熊本県道313号松橋インター線終点）

## 地理

### 通過する自治体
- 宇城市

### 交差する道路
| 交差する道路                          | 交差する場所 | 交差する場所            |
| ------------------------------------- | ------------ | ----------------------- |
| 熊本県道244号下郷北新田線             | 小川町中小野 | 起点                    |
| 国道218号 熊本県道313号松橋インター線 | 松橋町浦川内 | 松橋町萩尾交差点 / 終点 |

### 沿線
- E3 九州自動車道 17 松橋IC